# Симарон (филм из 1931)
Симарон (енгл. Cimarron) је епски вестерн филм из 1931. године, режисера Веслија Раглса, снимљен по истоименом роману Едне Фербер. Главне улоге у филму играју Ричард Дикс, Ајрин Дан, Естел Тејлор, Една Меј Оливер и Роско Ејтс. Радња филма се одвија између 1889. и 1929. године и прати уредника новина који се са својом невољном супругом настањује у једном, још увек дивљем, подручју у Оклахоми.
У време изласка био је најскупљи филм студија R.K.O. Radio Pictures и није надокнадио трошкове продукције током оригиналног биоскопског приказивања. По објављивању је хваљен и био је номинован за до тада рекордних седам Оскара, од којих је освојио три: за најбољи филм, најбољи адаптирани сценарио и најбољу сценографију. Каснију репутацију филма је, међутим, озбиљно нарушио приказ Индијанаца, Јевреја и црнаца који су неки од критичара сматрали расистичким и политички некоректним.

## Радња
Године 1889. хиљаде људи креће пут нове територије Оклахоме како би дограбили бесплатне државне поседе; Јенси Крават, његова супруга Сабра и њихов син Симарон крећу из Канзаса да се придруже гомили. У трци која је уследила, Јенсија је надмудрила млада проститутка Дикси Ли, која заузима главни поседи, Бер Крик, које је Јенси желео за себе.
Пошто су његови планови за оснивање ранча осујећени, Јенси се сели у Осејџ, брзорастући град, где се суочава са Лоном Јунтисом, одметником који је убио претходног издавача локалних новина, и убија га. Имајући искуство у објављивању новина, Јенси оснива недељне новине Oklahoma Wigwam како би помогао да се погранични камп претвори у угледан град. Након рођења њихове ћерке Доне, група одметника прети Осејџу, предвођен „Кидом”, за кога се испоставља да је стари Јенсијев познаник. Да би спасио град, Јенси се суочава са Кидом и убија га.
Осећајући кривицу због Кидовог убиства, Јенси се придружује још једном јуришом на земљу, напуштајући Сабру и њихову децу. Након његовог одласка, Сабра преузима издавање новина и сама одгаја децу све док се Јенси не врати пет година касније, таман на време да заступа Дикси Ли, која је оптужена за јавну непријатност, и успева да је ослободи.
Осејџ наставља да расте, као и територија Оклахоме, која добија статус америчке савезне државе 1907. године, а од раног нафтног бума 1900-их корист имају и град и индијанска племена, које Јенси подржава, кроз чланке у својим новинама, након чега поново нестаје из Осејџа на неколико година. За то време, Сабра се жестоко противи америчким староседеоцима, упркос љубавној вези између њеног сина у једне Индијанке. Годинама касније, када Сабра постане прва жена конгресмен из државе Оклахома, хвали се врлинама своје тадашње индијске снаје.
Сабра и Јенси се поново срећу након разорне експлозије једне нафтне бушотине. Иако је он успео да спаси неке бушаче нафте, смртно је рањен и умире супрузи на рукама.

## Улоге
| Глумац                | Улога         |
| --------------------- | ------------- |
| Ричард Дикс           | Јенси Крават  |
| Ајрин Дан             | Сабра Крават  |
| Естел Тејлор          | Дикси Ли      |
| Ненс О’Нил            | Фелис Венејбл |
| Вилијам Колијер Млађи | Кид           |
| Роско Ејтс            | Џеси Рики     |
| Џорџ Е. Стоун         | Сол Леви      |
| Стенли Филдс          | Лон Јунтис    |
| Роберт Маквејд        | Луис Хефнер   |
| Една Меј Оливер       | Трејси Вајат  |
| Џудит Барет           | Дона Крават   |
| Јуџин Џексон          | Исаија        |